# Usdefruit
L'usdefruit és un dret real de gaudir d'una cosa aliena. La propietat de la cosa és del nu propietari, que és qui en pot disposar.
L'usufructuari posseïx la cosa però no és seva (té la possessió, però no la propietat). Pot utilitzar-la i gaudir-ne (obtenir-ne els fruits, tant en espècie com monetaris), però no n'és l'amo. Per això no podrà vendre-la, donar-la ni gravar-la sense consentiment del propietari.
Això ha portat a alguns autors a considerar-lo un pars domini amb el titular de la nua propietat, encara que està generalment acceptat que no és un copropietari, encara que ho sembli.

## L'usdefruit a Catalunya

### Característiques
L'usdefruit és un dret real, la qual cosa implica que és independent de qui ostenti la nua propietat. El propietari pot vendre la cosa, i l'usufrucutari seguirà en la seva posició, encara que l'amo canviï.
L'usdefruit és sempre temporal, ja sigui vitalici o amb un termini exacte. És un dret molt habitual en herències, atés que té la característica que dona protecció al cònjuge (té l'ús i gaudi per a tota la vida) sense afectar els drets hereditaris dels descendents, que acabaran amb el temps adquirint la seva herència.

### Classes
1. L'usdefruit pot ser simple, quan el gaudeix només una persona, o múltiple quan són diverses, al mateix temps o successivament.
2. Per raó del bé usufructuat s'entén per propi aquell que recau sobre béns immobles, i impropi aquell que ho fa sobre béns consumibles.
3. S'anomena parcial quan afecta només una part del bé, i total quan afecta el bé complet.
4. Finalment, es diferencien entre usdefruit legal, que és aquell que la llei imposa (com els que concedeix al cònjuge vidu sobre alguns béns del premort) i el voluntari per raó d'un contracte bilateral o per un acte d'última voluntat (testament).

### Drets de l'usufructuari
1. Dret a percebre els fruits que obtingui del bé.
2. Dret a disposar del seu dret d'usdefruit plenament, venent-lo, donant-lo o llogant el bé, llevat que seigui un usdefruit legal.
3. Dret a millorar el bé usufructuat.

### Obligacions de l'usufructuari
1. Conservar la cosa en la seva forma i substància, és a dir, sense destruir-la ni danyar-la, llevat de l'usdefruit sobre béns consumibles o en els d'explotació de mines, on el poder abasta la transformació i el consum.
2. Formar inventari abans de començar a gaudir del bé.
3. Prestar fiança com garantia del compliment de les seves obligacions.
4. Restituir el bé quan acabarà l'usdefruit.

### Drets i deures del nu propietari
1. Dret que l'usufructuari faci servir el bé conforme a un ús normal.
2. Dret que se li restitueixi el bé en acabar l'usdefruit en les condicions pactades.
3. Dret a executar la fiança per a rescabalar-se dels incompliments de l'usufructuari.
4. Obligació de lliurar el bé a l'usufructuari i permetre-li el gaudi pacíficament.

### Extinció de l'usdefruit
L'usdefruit es pot extingir per:
1. mort de l'usufructuari (usdefruit vitalici).
2. expiració del termini (usdefruit amb terme).
3. consolidació en un mateix titular de l'usdefruit i la propietat (confusió).
4. renúncia de l'usufructuari.
5. pèrdua o extinció del bé.
6. resolució del dret del constituent.
7. prescripció al no usar el bé l'usufructuari durant el temps marcat per a llei.

### Regulació
- Codi Civil de Catalunya Llibre cinqué, títol VI, articles 561-1 a 561-37.